# Baie de Eru
La baie de Eru (estonien : Eru laht), est une baie située au sud du golfe de Finlande à l'est de Tallinn en Estonie.

## Géographie
La baie est située entre la péninsule de  Käsmu et la péninsule de Pärispea.